# Palnia stebnickae
Palnia stebnickae är en skalbaggsart som beskrevs av Yves Cambefort 1989. Palnia stebnickae ingår i släktet Palnia och familjen Aulonocnemidae. Inga underarter finns listade i Catalogue of Life.